# Vandalia, Illinois
Vandalia là một thành phố thuộc quận Fayette, tiểu bang Illinois, Hoa Kỳ. Năm 2010, dân số của thành phố này là 7042 người.

## Dân số
Dân số qua các năm:
- Năm 2000: 6975 người.
- Năm 2010: 7042 người.